# Jane Hempel
Christiane Jane Hempel (* 29. Juli 1947 in Berlin) ist eine deutsche Schauspielerin.

## Leben
Jane Hempel absolvierte ihre Schauspielausbildung an der Schauspielschule Zerboni und an der Falckenberg-Schule – Theater der Jugend in München. Danach arbeitete sie an verschiedenen deutschen Stadt- und Staatstheatern. Sie spielte Hauptrollen in klassischen Stücken wie Mutter Courage, Dreigroschenoper oder Der zerbrochne Krug. Als Eliza stand sie in dem Musical My Fair Lady auf der Bühne, und sie gab die Sally Bowles in Cabaret.
Von 1993 bis 2000 spielte sie in allen 168 Folgen der RTL-Serie Stadtklinik mit, wo sie als Schwester Marion Kemmer zu sehen war. Zudem übernahm sie Gastrollen in den Serien Lindenstraße, Einsatz für Lohbeck oder Balko. Von Dezember 2001 (Folge 1745) bis Dezember 2009 (Folge 3732) stand Jane Hempel mit Unterbrechungen in der Daily-Soap Unter uns bei RTL als Sophie Himmel-Eiler vor der Kamera, die vorher von Karin Schröder gespielt wurde. In der Folge Hengstparade der Fernsehserie Wilsberg war sie 2013 zu sehen.
Sie ist im Tierschutz und -recht engagiert.
Jane Hempel hat einen Bruder und eine jüngere Schwester. Sie lebt in Düsseldorf.

## Filmografie
- 1967: Spur eines Mädchens
- 1969: Ein Tag ist schöner als der andere
- 1971: Fegefeuer
- 1971: Der Kapitän
- 1973: Das fliegende Klassenzimmer
- 1986: Bettkantengeschichten (Fernsehserie)
- 1992: Zauber um Romana
- 1993–2000: Stadtklinik (Fernsehserie)
- 1994: Einsatz für Lohbeck (Fernsehserie, 1 Folge)
- 1997–2001: Lindenstraße (Fernsehserie, 5 Folgen, verschiedene Rollen)
- 1998: Die Wache (Fernsehserie, 2 Folgen)
- 1999: Latin Lover
- 2000: Balko (Fernsehserie, 1 Folge)
- 2001–2009: Unter uns (Fernsehserie)
- 2013: Wilsberg: Hengstparade